# Statsrådets klipp
Statsrådets klipp är den tionde boken i serien om "Statsrådet", skriven av Bo Balderson (pseudonym) och utgiven 1986.

## Handling
En överingenjör som byggt upp en ansenlig förmögenhet genom företaget Elektro-Kyl återfinns skjuten på nära håll på sitt gods på morgonen efter en fest. Då hemvärnet idkat övning och slagit en ring kring godset under natten måste mördaren rimligen vara en av de övernattande gästerna. Överingenjören är avlägset släkt med Statsrådet, som lika entusiastisk som alltid griper tag i utredningsarbetet. Vilhelm Persson biträder motvilligt men ägnar sig främst åt att odla en nära vänskap med en av de misstänkta; en relation som kommer att få en avgörande betydelse för den åldrande adjunktens fortsatta liv. En historia om en medeltida nedgrävd silverskatt i godsets trädgård tjänar som möjligt mordmotiv; det visar sig så småningom att vissa ord kan ha flera betydelser.

## Personer
- Johan Lindström, överingenjör
- Ragnar Rudmo, systerson, skräckfilmsregissör
- Per Ek, systerson, herre till sex salladsbarer
- Claes Collander, systerson, tidningskåsör
- Christina Collander, heminrederska, gift med Claes
- Tora Hiroshige, brorsdotter, innehavare av hundgård
- Martin Malm, systerson, VD för tvättmedelsbolag
- Fru Pettersson, städhjälp, tillagare av fisk
- Vilhelm Persson, adjunkt och krönikör
- Statsrådet